# Lamporo
Lamporo – miejscowość i gmina we Włoszech, w regionie Piemont, w prowincji Vercelli.
Według danych na rok 2004 gminę zamieszkiwało 519 osób, 57,7 os./km².